# Sport Clube do Recife
Sport Clube do Recife (portugalski izgovor [ˈspɔɾti ˈklub du ʁeˈsifi], kraće zvan Sport i Sport Recife, skraćeno SCR) je brazilski nogometni klub iz Recifea, iz brazilske savezne države Pernambuco.
Osnovao ga je 13. svibnja 1905. Guilherme de Aquino Fonseca koji je mnogo godina živio u Engleskoj, gdje je studirao na Cambridgeu.
Klub je osvojio šest CBD/CBF naslova, uključujući tri nacionalna i tri regionalna. Najveće uspjehe predstavljaju brazilsko prvenstvo 1987. i brazilski kup 2008.
Povijesni rival Sport Recifea jest Náutico. Utakmica ovih dvaju klubova poznata je kao Clássico dos Clássicos. Treći je po starosti derbi u Brazilu, s Santa Cruzom, koji se zove Clássico das Multidões i s América-PE, koji se zove Clássico dos Campeões.
Sport Recife je jedan od klasičnih klubova FIFA.

## Titule

### Nacionalne
Brasileirão Série A
prvak (1): 1987
Brasileirão Série B
prvak (1): 1990
doprvak (1): 2006
Copa do Brasil
prvak (1): 2008
doprvak (1): 1989
Copa dos Campeões
doprvak (1): 2000

### Regionalni
Copa do Nordeste
prvak (3): 1994, 2000, 2014
doprvak (1): 2001

### Međuregionalni
Copa Norte-Nordeste
prvak (1): 1968
doprvak (1): 1970

### Savezna država
Campeonato Pernambucano
prvak (40): 1916, 1917, 1920, 1923, 1924, 1925, 1928, 1938, 1941, 1942, 1943, 1948, 1949, 1953, 1955, 1956, 1958, 1961, 1962, 1975, 1977, 1980, 1981, 1982, 1988, 1991, 1992, 1994, 1996, 1997, 1998, 1999, 2000, 2003, 2006, 2007, 2008, 2009, 2010, 2014
doprvak (22): 1919, 1922, 1940, 1951, 1954, 1957, 1963, 1964, 1965, 1966, 1967, 1968, 1969, 1971, 1972, 1973, 1986, 1987, 1990, 2011, 2012, 2013
Copa Pernambuco
prvak (3): 1998, 2003, 2007
doprvak (2): 2000, 2005
Torneio início de Pernambuco
prvak (18): 1920, 1923, 1924, 1925, 1927, 1928, 1932, 1935, 1940, 1945, 1957, 1958, 1959, 1960, 1966, 1968, 1974, 1977

## Vanjske poveznice
- Službena web-stranica
- Profil, Facebook
- Profil, Twitter
- Profil, YouTube